# اندیس سنگ تزئینی غرب شیرین سو
سنگ تزئینی غرب شیرین سو یک اندیس مصالح ساختمانی است که در حوالی شهر ابهر استان قزوین قرار دارد و مادهٔ معدنی موجود در آن، سنگ تزئینی است.سنگ میزبان این اندیس روانه های داسیتی تراکیتی و تراکی آندزیتی سازندکرج است و دیرینگی آن به دوران ائوسن می‌رسد.